# جيمس ماسون هاتشينغز
جيمس ماسون هاتشينغز (بالإنجليزية: James Mason Hutchings)‏ هو شخصية أعمال أمريكي، ولد في 10 فبراير 1820 في إنجلترا في المملكة المتحدة، وتوفي في 31 أكتوبر 1902 في Yosemite Valley ‏ في الولايات المتحدة.